# Le Retour de la petite Josette
Albums de Anne Sylvestre
Fabulettes à lunettes
Le Retour de la petite Josette est un album d'Anne Sylvestre paru en 2009. 

## Historique
Paru en 2009, c'est le dix-huitième album de la collection des Fabulettes chez EPM.
Cet album fait suite, trente ans après, à l'album La Petite Josette de 1979. Les deux albums ont fait l'objet d'un spectacle pour enfants,.

## Titres
Toutes les chansons sont écrites et composées par Anne Sylvestre.
| No | Titre                                          | Durée |
| -- | ---------------------------------------------- | ----- |
| 1. | La Petite Josette et le Chat Crocus            |       |
| 2. | Une école pour les chats                       |       |
| 3. | Papa pêcheur                                   |       |
| 4. | Le Pique-nique de la petite Josette            |       |
| 5. | Pique-nique                                    |       |
| 6. | Merci Papa                                     |       |
| 7. | La Petite Josette et l'Anniversaire de Jacques |       |
| 8. | Vive les anniversaires                         |       |
| 9. | J'avais raison                                 |       |